# Veraguas United Fútbol Club
El Veraguas United Fútbol Club es un equipo de fútbol de la provincia de Veraguas, Panamá, que milita en la Primera División de Panamá desde el 2024 tras adquirir el cupo del desaparecido Atlético Chiriquí.

## Historia

### Fundación e inicios
Fue fundado el 3 de febrero de 2022, luego de recibir el aval de la Federación Panameña de Fútbol, la Liga Panameña de Fútbol y la desaparición del Veraguas Club Deportivo. 
Su sede oficial está en la Ciudad de Santiago, distrito cabecera de la Provincia de Veraguas, República de Panamá. Desde sus inicios militó en la Liga LPF Tigo, luego de la expansión de la primera división. A causa de las remodelaciones del Estadio Aristocles Castillo, estadio principal del fútbol de la Ciudad de Santiago de Veraguas, los encuentros deportivos del club se llevan a cabo en el Complejo Deportivo de Atalaya, ubicado en el corregimiento de dicho nombre.
El 3 de febrero de 2022 se anuncia que la empresa paraguaya-panameña se haría cargo de la franquicia de Veraguas en la Liga Panameña de Fútbol, y el club pasó a llamarse Veraguas United Fútbol Club y ese mismo día presentaron el logo del club, y el argentino Guillermo Muñoz fue nombrado como director deportivo. Logró su primera victoria en la primera jornada del Torneo Apertura 2022 con un marcador de 1 a 0 ante el San Francisco FC en el Estadio Agustín Muquita Sánchez. El 21 de marzo de 2022 el panameño José Anthony Torres fue despedido como entrenador del club. El 22 de marzo de 2022 fue presentado el argentino Daniel Latana como nuevo entrenador del primer plantel.
El 13 de julio de 2022 Héctor Blanco fue presentadocomo nuevo entrenador de cara al torneo Clausura 2022 junto a su cuerpo técnico, Arnaldo Cabral como su asistente técnico y Diego Palacios como su preparador físico; aunque el 20 de septiembre de 2022 fueron destituidos, siendo sus sustitutos Villi Trebino como entrenador, y Marcos Pimentel. A final de la temporada el equipo descendió a Segunda división.

### Descenso a segunda división
Para la temporada 2023, el Profesor Marcos Pimentel fue asignado como Entrenador Principal. Con una marca de 9 victorias, 3 empates y 4 derrotas, culminó segundo de la Zona Norte de la Conferencia Oeste, solo por detrás de Mario Méndez FC. El 13 de mayo del 2023 se coronó campeón de la Conferencia Oeste de la Liga Prom, al vencer 0-2 a las Águilas de la U. El 21 de mayo de 2023 se consagró campeón del Torneo Apertura 2023 de la Liga Prom al derrotar al Academy Champions FC. El 16 de diciembre del 2023 se coronó campeón de la Conferencia Oeste de la Liga Prom, al vencer 1-0 al San Francisco FC II. El 18 de diciembre de 2023 quedaron subcampeón del Torneo Clausura 2023 en la derrota 0 a 2 contra las Águilas de la U. El 21 de diciembre de 2023 fueron subcampeón de la Superfinal de Liga Prom 2023 en la derrota 1 a 0 contra las Águilas de la U.

### Regreso a Primera División
Tras no lograr el ascenso deportivamente al caer derrotado en la Superfinal de Ascenso. El 29 de diciembre de 2023 comenzaron los rumores que el club ascendería debido a que el Supercampeón de la Liga Prom (Águilas de la U), no contaba con la licencia A y no podía asumir el ascenso. El 8 de enero de 2024 el Veraguas United fue anunciado como nuevo equipo de Primera División, ya que el Atlético Chiriquí fue descendido deportivamente a Liga Prom, al ser desafiliado por la Federación Panameña de Fútbol (FEPAFUT), luego de no haber cumplido con todos los requisitos del licenciamiento de clubes de la Liga Panameña de Fútbol, ni de la CONCACAF. Fue así que el Veraguas United adquirió el cupo que se encontraba en venta por parte de la Liga y el mismo que dejó el Atlético Chiriquí en Primera División. Esto se oficializó tras cumplir los requisitos establecidos por la Liga y la Federación. Disputó su primer partido tras su regreso a la Primera División el 21 de enero de 2024 en la derrota 0 a 2 contra el Herrera FC en el Estadio Rafael Rodríguez. En el Torneo Apertura 2024 tuvo 2 victorias 3 empate y 11 derrotas quedando en la última posición de la conferencia oeste. Para el siguiente torneo el entrenador es el colombiano Gonzalo Soto Cortázar. En el Torneo Clausura 2024 llegaron hasta la semifinales en donde perdieron en un marcador global de 3 a 1 contra el CA Independiente en donde tuvieron 5 victorias, 5 empates y 6 derrotas. A final de temporada el club quedó en la última posición de la tabla acumulativa así descendiendo deportivamente pero el descenso no se dio ya que en la Liga Prom el Supercampeón fue una filial (Sporting SM II).

## Estadio
El Estadio Aristocles Castillo es la sede del Veraguas United Fútbol Club y el principal recinto deportivo de la provincia de Veraguas. Está ubicado en la ciudad de Santiago y cuenta con una capacidad actual para 3 000 espectadores, tras su más reciente reconstrucción.
El estadio, utilizado desde 2004, ha sido sometido a varias remodelaciones importantes. La más reciente se llevó a cabo entre marzo de 2019 y diciembre de 2024, ampliando su aforo de 1 000 a 3 000 aficionados, con la instalación de nuevas graderías, palcos, kioscos de comida, áreas para personas con discapacidad, iluminación LED y pantallas electrónicas.
Su reinauguración oficial tuvo lugar el 17 de febrero de 2025, en un acto encabezado por el presidente de la República, José Raúl Mulino, acompañado por autoridades de Pandeportes. Ese mismo día se disputó el partido inaugural de la nueva etapa del coliseo, correspondiente a la jornada 5 del Torneo Apertura 2025 de la Liga Panameña de Fútbol, en el que Veraguas United empató 0-0 con San Francisco FC.
El campo de juego es de césped sintético certificado por la FIFA, con dimensiones de 105 x 68 metros, y cuenta con 2 700 butacas en graderías, 32 palcos para 300 fanáticos, 17 kioscos de comida y 70 estacionamientos.
. 
El club utiliza el estadio de fútbol del Complejo Deportivo Rafael Rodríguez de Atalaya mientras se termina la remodelación del Estadio Aristocles Castillo.

## Secciones deportivas
El club cuenta con diferentes categorías:
- Categoría Mayor.
- Categoría Aficionada Femenina.
- Categoría Sub-19.
- Categoría Sub-16.
- Categoría Sub-14.
- Categoría Sub-13.
- Categoría Sub-12.

## Evolución del uniforme
- Titular

| 2022 | 2023 | 2024 | 2025 |

- Visitante

| 2022 | 2023 | 2024 |

- Tercero

| 2022 | 2023 |

### Auspiciantes
| Indumentaria |          |                |
| Período      | Logotipo | Proveedor      |
| 2022 - 2023  |          | STRIK3R        |
| 2023 - 2024  |          | WOLF y Haryana |
| 2025 - act.  |          | STRIK3R        |

| Patrocinador  |                                                                         | |
| Período       | Patrocinador oficial                                                    | Patrocinador secundario |
| 2022          | SETRAM Hotel Vista Linda                                                | Concretos de Veraguas La Parmigiana Arroz Pelín Fábricas Promocionales Segundo Piso Núñez&Moreno La Victoria Super Carnes Perfiles Publicitarios |
| 2022-2023     | Betcris Super Carnes La Parmigiana                                      | Medicalab Arroz Pelín Núñez&Moreno La Victoria Perfiles Publicitarios                                                                            |
| 2023-2024     | Super Carnes La Parmigiana Arroz Pelín La Victoria DUPROC Arq. & Const. | Perfiles Publicitarios Segundo Piso Hielera Urraca Spiegel                                                                                       |
| 2024          | Super Carnes La Parmigiana                                              | Argos Arroz Pelín La Victoria CAPSA Panamá El Granjero                                                                                           |
| 2025-presente | Super Carnes La Parmigiana Santa Librada Arroz Pelin                    | Seco Epic GAC Motor Carl's Jr. UIP Deli Grecia Spiegel                                                                                           |

## Organigrama deportivo

### Plantilla Clausura 2024
- = Lesionado de larga duración
- = Capitán
- = Cantera/Formación

- Los equipos panameños están limitados a tener una plantilla de un máximo de 22 jugadores y podrán incluir en su nómina un máximo de 3 jugadores extranjeros.

### Altas y bajas
| Jugador             | Posición      | Procedencia      |
| ------------------- | ------------- | ---------------- |
| Dionisio Bernal     | Defensa       | Herrera FC       |
| Andrés Valencia     | Defensa       | CD La Equidad    |
| Rubén Baruco        | Mediocampista | CD Árabe Unido   |
| Juan Felipe Herrera | Mediocampista | CD Bocas FC      |
| Steven Hernández    | Mediocampista | Atlético FC      |
| Isidoro Hinestroza  | Delantero     | CD Plaza Amador  |
| Keny Bonilla        | Delantero     | San Francisco FC |
| Yamar Reed          | Delantero     | CD Árabe Unido   |

| Jugador           | Posición      | Destino          |
| ----------------- | ------------- | ---------------- |
| Marcos De León    | Portero       | Sporting SM      |
| Erick Rojas       | Defensa       | Bandera de ?     |
| Derick Edmund     | Defensa       | San Francisco FC |
| Javier Góndola    | Defensa       | Bandera de ?     |
| Jeremías García   | Defensa       | Bandera de ?     |
| Juan Riquelme     | Defensa       | Bandera de ?     |
| Sean Christie     | Mediocampista | Bandera de ?     |
| José González     | Mediocampista | Tauro FC         |
| José Luis Cordero | Mediocampista | Retirado         |
| Abdiel Garcés     | Delantero     | Bandera de ?     |
| Alexis Cundumi    | Delantero     | Puntarenas FC    |

### Extranjeros
| Nacionalidad | N.º     | Jugadores                                                                                          |
| América      | América | América                                                                                            |
| ------------ | ------- | -------------------------------------------------------------------------------------------------- |
| Bolivia      | 1       | Mauricio Serrano                                                                                   |
| Colombia     | 7       | Andrés Dussan Juan González, Erick Rojas, Andrés Valencia Juan Herrera, Steven Hernández Eber Díaz |
| Costa Rica   | 1       | José Cordero                                                                                       |
| Paraguay     | 3       | Juan Vera Víctor Villalba, Jorge Benítez                                                           |

## Entrenadores
| N° | Entrenadores             | Período       | Títulos |
| -- | ------------------------ | ------------- | ------- |
| 1. | José A. Torres           | 2022          |         |
| 2. | Daniel Lanata            | 2022          |         |
| 3. | Héctor Blanco            | 2022          |         |
| 4. | Villi Trebino (Interino) | 2022          |         |
| 5. | Marcos Pimentel          | 2023-2024     |         |
| 6. | Gonzalo Soto             | 2024-presente |         |

## Presidentes
| N° | Presidentes      | Período         |
| -- | ---------------- | --------------- |
| 1. | Bolívar Palacios | 2022            |
| 2. | Pompilio Campos  | 2022-2024       |
| 3. | Iván Esquivel    | 2024 - presente |

## Palmarés

### Torneos Nacionales
| Torneos nacionales                 | Títulos                      | Subcampeonatos |
| ---------------------------------- | ---------------------------- | -------------- |
| Segunda División (1/1)             | Apertura 2023                | Clausura 2023  |
| Campeón de Conferencia Oeste (2/0) | Apertura 2023, Clausura 2023 |                |
| Superfinal de la Liga Prom (0/1)   |                              | 2023           |